# Universo de relojería

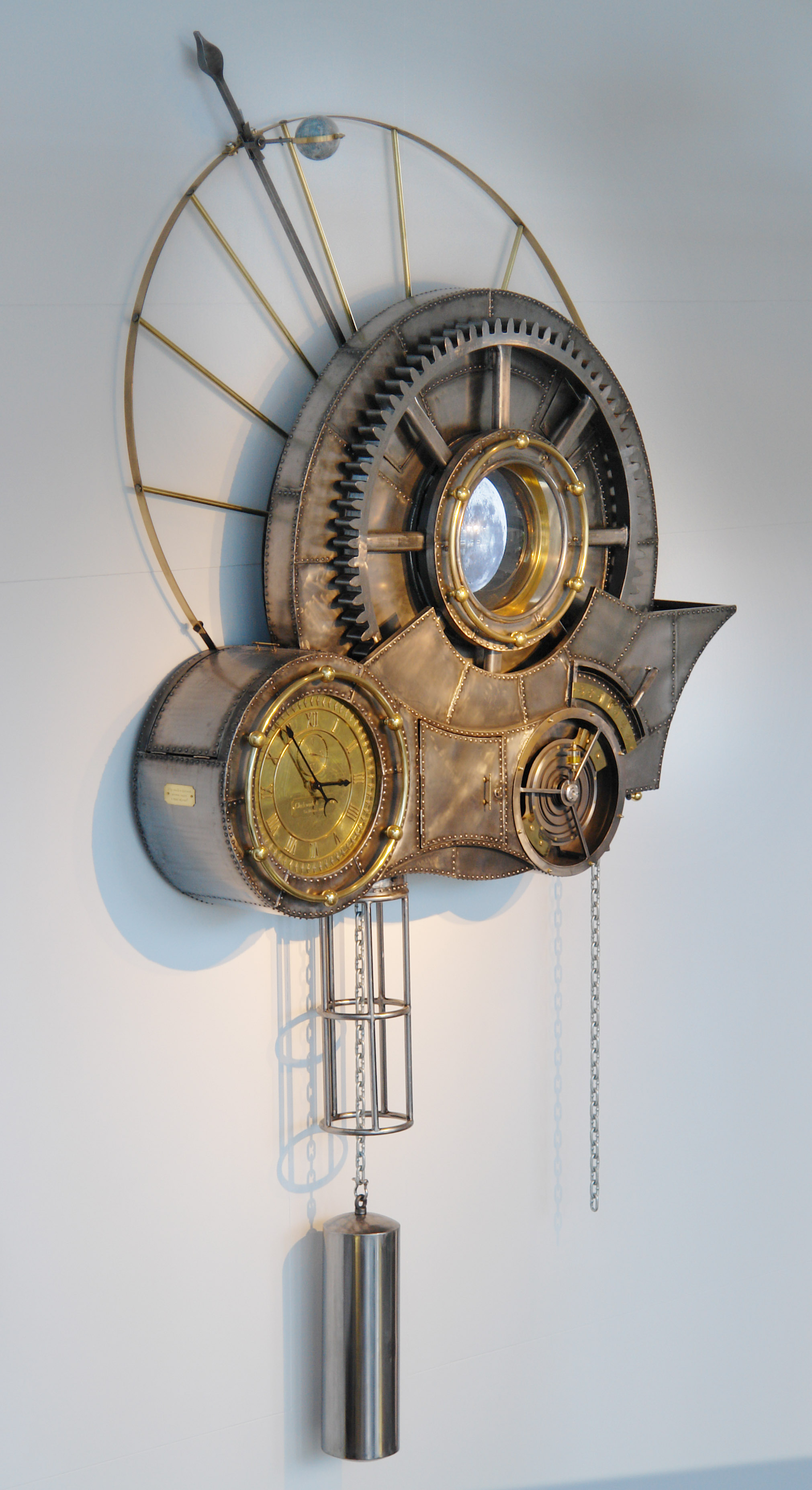
Escultura Clockwork Universe, de Tim Wetherell (2009).

En la historia de la ciencia, se denomina universo de relojería a las concepciones que comparan el universo con un reloj mecánico. El universo, como el reloj, estaría completamente determinado por las leyes de la física, por lo que en principio sería posible predecir cualquier estado del mismo, dado un estado anterior.

## Historia
La idea fue muy popular entre los deístas durante la Ilustración, cuando Isaac Newton demostró que sus leyes del movimiento, junto con la ley de la gravitación universal, podían predecir tanto el comportamiento de los objetos terrestres y como el del Sistema Solar.
Un concepto similar puede hallarse en De sphaera mundi, una introducción a la astronomía escrita por Juan de Sacrobosco a principios del siglo XIII. En este texto, que obtuvo gran popularidad durante la Edad Media, Sacrobosco se refiere al universo como la máquina del mundo (machina mundi) y afirma que el eclipse de Sol que tuvo lugar durante la crucifixión de Jesucristo fue una perturbación en el orden de la máquina.
Al responder a Leibniz, un destacado partidario de la teoría, Samuel Clarke escribió:
La noción de que el mundo es una gran máquina que funciona sin la intervención de Dios, como lo hace el reloj sin la ayuda de un relojero, es la noción del materialismo y del destino, y tiende (con el pretexto de hacer de Dios una Inteligencia Supramundana) a colocar a la Providencia y al Gobierno de Dios fuera del Mundo.